# Etnia hui
Los Hui (en chino: 回族; pinyin: Huízú, xiao'erjing: خُوِذُو/حواري, dungano: Хуэйзў/Huejzw) son un grupo étnico de China y el mayor de cultura musulmana. Hui es la forma abreviada del nombre completo “Huihui”. En todo el mundo hay doce millones y medio de personas pertenecientes a la etnia Hui, de los cuales 10,5 millones residen en China. Dentro de la República Popular de la China, hay un total de 56 grupos étnicos oficialmente reconocidos. La etnia mayoritaria es la Han (汉 Han). El resto corresponde solo a unos 100 millones de los más de 1300 millones de habitantes. Por lo tanto, la comunidad Hui representa un 10% del grupo de etnias minoritarias. No obstante, tiene un reconocimiento por parte del gobierno bastante notable. Los Hui se concentran principalmente en China del Noroeste (Gansu, Qinghai, Shaanxi, Ningxia y Xinjiang) y en la Llanura Central aunque se pueden encontrar en todo el país.
La mayoría de los Hui son étnicamente y lingüísticamente de la Etnia han, pero con las diferencias que supone pertenecer al islam como una dieta sin cerdo, combinación de cocina y artes marciales musulmanas diferenciadas de las chinas, etc. Respecto a la vestimenta, la diferencia es que los varones llevan un fez blanco y las mujeres un pañuelo en la cabeza, y ocasionalmente un velo.

## Historia

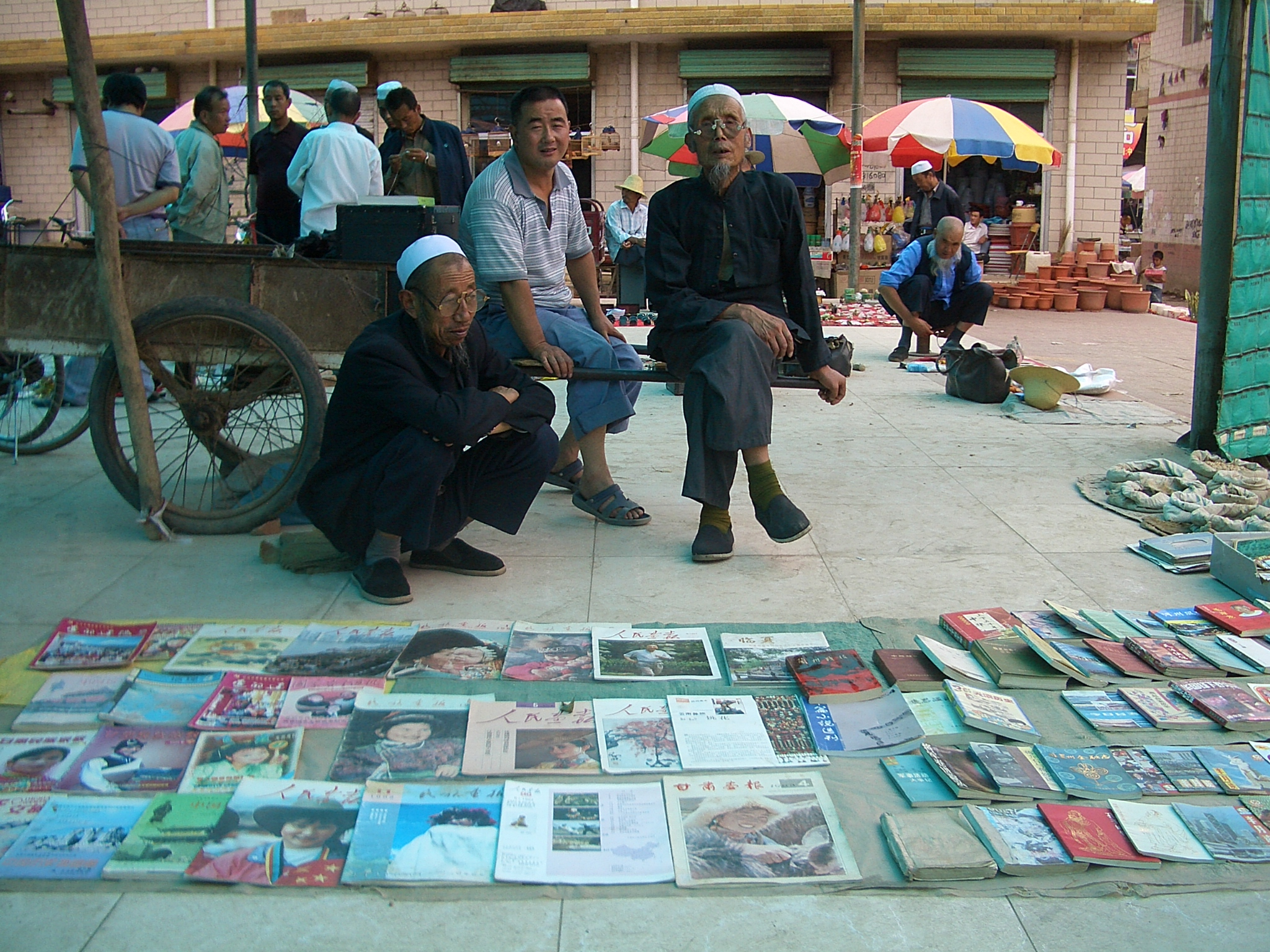
Dos hui, vendedores de libros en el mercado de Linxia.

### Dinastía Tang (618 - 907 d.C.)
La llegada del Islam a China tuvo lugar en la Dinastía Tang, durante el siglo VII. La etnia Hui, como la conocemos hoy en día, tiene diversos orígenes según la situación geográfica en la que nos establezcamos. Se cree que los primeros Hui en llegar a China eran comerciantes extranjeros provenientes de Arabia y Persia, conocidos con los nombres de fanke (蕃客) o fanshang (蕃商), residentes temporales extranjeros o comerciantes extranjeros.

### Dinastía Song (960 a 1276 d.C.)
Debido a la gran acogida del comercio que encontraron, durante la Dinastía Song, nuevas familias de comerciantes, diplomáticos y mercenarios musulmanes entraron por el norte de China, dirigiéndose a las capitales Chang’an长安 (actual Xi’an) y Luoyang.
Diferentes en cultura, habla y fisionomía, fueron más tarde separados en comunas llamadas 番坊 fan-fang. Estas comunas estaban supervisadas o controladas por altos funcionarios musulmanes a los cuales se les había otorgado el más alto cargo de control. A principios del siglo X, estos empezaron a casarse con mujeres Han y formaron nuevas familias. Los descendientes de estas familias ("local-born fanke"土生蕃客) aprendían de las madres las lenguas locales de los territorios donde se encontraban, pero tras varias generaciones de integración aún se les consideraba extranjeros.

### Dinastía Yuan (1206-1367 d.C.)
Durante la Dinastía Yuan, llegaron muchos musulmanes traídos al país por los mongoles. Estos comerciantes y comerciantes extranjeros empezaron a ser llamados Huihui (aunque el significado de entonces no es el mismo que actualmente tiene el grupo étnico Hui). Todo aquel que fuese árabe se le acogía bajo el término Huihui, ya fuesen provenientes de Asia Central, Persia o del medio oeste.
Muchas políticas de la dinastía forzaron a los Hui a actuar como mongoles, ya que muchos se encontraban en posiciones privilegiadas, existiendo así una discriminación hacia estos.

Debido a esta persecución existente hacia su cultura y forma de vida, los más altos dirigentes Hui se aliaron con los Han para expulsar a los mongoles del poder.
"Como los mongoles no confiaban en los chinos, tenían que depender de los musulmanes para conquistar y gobernar China. Dado que los musulmanes no tenían otra opción que vivir en China, tenían que depender completamente de los mongoles para sobrevivir."
[Chang, 1984]
En el año 1235 el gobierno mongol decretó el inicio de un censo en el que se permitía a los Hui inscribirse como ciudadanos chinos. Debido a esto disponían de derechos que antes no tenían y empezaron un proceso de aculturación en el que muchos Hui se sinizaron, aunque mantuvieron algunas de sus costumbres.
"Cuando los chinos Han comenzaron a aceptar el Islam, apareció un nuevo grupo étnico-religioso, los Hui. Si bien se mantuvieron similares a los chinos Han en apariencia y continuaron usando el idioma chino, los Hui llegaron a considerarse a sí mismos y a ser considerados por otros chinos como una nacionalidad separada."
[Forbes, 1976]

### Dinastía Ming (1368-1644 d.C.)
Durante la Dinastía Ming, el imperio utilizó a los musulmanes Hui en sus ejércitos, en la lucha contra los mongoles. También se utilizaron tropas Hui para combatir en las Rebeliones Miao (varias rebeliones en contra de la dinastía Ming que tuvieron lugar en el sur de China, a manos de los grupos minoritarios Miao, Yao y otros grupos aborígenes más, durante los siglos XIV y XV). Además, se pasó a considerar a los Hui no como musulmanes en China sino como chinos musulmanes. Este aspecto es debido a la gran integración que desde la dinastía Yuan estaba teniendo lugar (los Huihui se mezclaron con los Han aun manteniendo sus propias costumbres, religión, lenguas propias, vestimentas e incluso sus nombres propios). Esto estableció las bases para una relación de cordialidad entre los Han, etnia que controlaba el poder, y los Hui. Durante este período, en el que los Han dominaban, se crearon decretos en los que se prohibía a los extranjeros o foráneos y a los de diferentes nacionalidades o etnias casarse entre ellos. Por lo contrario, debían casarse con Han, para así conseguir que todos los extranjeros se convirtiesen en chinos. En este momento de la historia los Hui tuvieron que dejar de lado sus costumbres y adoptar las de los Han para así sobrevivir.
Prueba de las buenas relaciones y la aceptación de los Hui por parte del gobierno y sociedad china es que tenían libertad religiosa así como de elegir su lugar de residencia y libre comercio, incluso en Beijing, algo que cristianos y budistas tibetanos no podían hacer ya que sufrían una mayor censura y control.
Fue durante esta época, que el conocido erudito musulmán chino Wang Daiyu escribió los principales textos islámicos en chino clásico, de modo que los Hui pudieran mantener vivas sus tradiciones religiosas.

### Dinastía Qing (1644-1912 d.C.)
Durante la Dinastía Qing hubo numerosos casos de discriminación hacia los Hui, por ejemplo, cuando un Hui era condenado por robo, se le escribía en el rostro “ladrón Hui”, así como la inclusión del carácter “perro” al sinograma “hui” para referirse a los Hui como perros Hui.
Para establecerse en el poder, la dirección manchú decidió dividir los Han de los Hui, haciendo que estos últimos no fueran considerados chinos y no se asimilarían al imperio. Establecieron una gran censura respecto a los musulmanes, adoptando políticas de desmusulmanizar a los musulmanes.
A finales del siglo XIX e inicios del siglo XX se sucedieron varias revueltas contra el poder imperial, tomando así los Hui conciencia de comunidad. Durante esta dinastía transcurrieron muchas rebeliones Hui, junto con el apoyo Han, algunas de las más importantes son:
•	La revuelta en Yunan, también conocida como Rebelión Panthay (1855-1873).
•	Rebelión en Shaanxi y Gansu, también llamada la Rebelión Hui en el noroeste (1862-1878).
•	Y la rebelión en Hezhou (1895-1896).
Entre las consecuencias de estas rebeliones se encuentra la masacre por parte de la dirección manchú a todos los participantes de la rebelión en Hezhou, Lanzhou y Gansu. Los castigos se dividieron por géneros y edades, los niños fueron aprisionados, los hombres musulmanes fueron ejecutados y las mujeres fueron trasladadas a Xinjiang para servir al ejército. Además de esto, todas las mezquitas fueron incendiadas.
La dinastía Qing prohibió la conversión al islam, así como la adopción de niños Han a los Hui.
Gracias a la rebelión de Taiping (1851-1864) y la segunda guerra del Opio, el poder local y la autonomía de los Hui aumentó, llegando a formar dos ejércitos oficiales.
Aproximadamente se calcula que el gobierno Qing mató a más de dos millones de Hui. Con el fin de la dinastía Qing en 1911 se dio la última gran revuelta Hui, que duraría aproximadamente hasta 1928.

### República de China (1912-1949)
Durante la República de China y con la invasión japonesa en 1931, las revueltas Hui fueron cada vez menores, dada la necesidad de unión entre todos los ciudadanos chinos para luchar contra los invasores. Se formaron varios ejércitos Hui en diferentes provincias chinas para luchar contra los ocupantes nipones (dejando claro su patriotismo).

### República Popular China (1949)

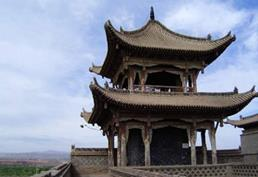
Pagoda de una mezquita musulmana en China

Con la llegada al poder de los comunistas en 1949 y la instauración de la República Popular China, se estableció una política con respecto a las minorías con tres puntos clave, donde el gobierno garantizaba la integración y la igualdad, autonomía regional y el derecho a unirse al ejército de liberación:
1. Conservación.
2. Educación y propaganda.
3. Unión.

Como consecuencia gran número de Hui se unieron al partido comunista chino, de este modo, en 1956 los Hui obtienen el reconocimiento oficial de la República Popular de China como Huizu, etnia nacional (minoría étnica, ya que su desarrollo histórico es distinto, su condición psicológica también es distinta, sus características lingüísticas y las costumbres sociales, difieren de los Han).
Aunque la postura de Mao con respecto a las etnias chinas era positiva, es decir, las defendía y las consideraba iguales a etnia mayoritaria (Han), durante la Revolución Cultural (1966-1976) se buscaba eliminar lo que se llamaba como los “4 antiguos”: las tradiciones antiguas, hábitos viejos, la cultura tradicional y la manera de pensar tradicional.
Por ello la mayoría de tradiciones y costumbres fueron prohibidas, incluyendo las costumbres Hui. Estas fueron retomadas durante la década del 80 y se produce la reapertura de sus mezquitas tan caracterizadas (mezquitas en forma de pagoda).

### Situación actual
Actualmente los Hui se pueden dividir en dos grupos según su localización en el territorio chino. Por una parte, los Hui Occidentales, situados mayoritariamente en Ningxia, Gansu, Qinghai, la mitad occidental de Mongolia Interior y el Norte de las provincias de Shaanxi, Shanxi, Henan y Hebei. Estos se están desplazando al Tíbet Central hasta poseer ⅓ del comercio en Lhasa. Por otra parte, los Hui Orientales, situados básicamente en la mitad oriental de Mongolia Interior.
Después del 1949 el Gobierno chino estableció una política de autonomía étnica regional en estas zonas, las más pobladas por huis, ya que estos difieren de un lado a otro. Esto se traduce en que funcionarios de etnia Hui ocupan un alto porcentaje en los órganos de autonomía del gobierno local buscando así un progreso en todos los ámbitos a nivel local.
Esto también afecta cuanto a que los Hui que viven dispersos por todo el país tengan reconocido el derecho de igualdad étnica.
La situación económica y social de la etnia Hui ha mejorado profundamente. La mayor región poblada por Huis, Ningxia, ha experimentado un aumento constante en cuanto a producción agrícola e industrial desde 1979.
Por otra parte, también es importante hablar del sistema educativo actual de la población Hui, que desde la fundación de la República Popular en 1949 es universal para la población Hui. En las zonas pobladas por Hui, estos han establecido sus propias escuelas primarias y secundarias en sus comunidades.
En las zonas más pobladas por Hui se han creado establecimientos médicos públicos. Buenos ejemplos son las ciudades de Pequín y Tianjin donde se han abierto hospitales para ellos con sistemas móviles para acceder al campo y a las montañas donde muchos de estos viven. Gracias a estos, muchas epidemias de estas zonas se han puesto bajo control o han sido eliminadas.
Esto, junto con la mejora de la vida económica y cultural entre el Huis, ha elevado considerablemente el nivel general de su salud y su calidad de vida.

## Política y conflictos étnicos
Durante la Revolución Cultural y la llegada del comunismo, el gobierno chino empezó una serie de persecuciones y represiones hacia costumbres y culturas que no formaban parte del nacionalismo chino que se estaba estableciendo. Este hecho provocó tensiones y conflictos que no se sostenían dentro de la nueva sociedad China. Sin embargo, con la llegada de Deng Xiaoping al gobierno, se empezaron una serie de reformas para encaminar la nación hacia un estado más armonioso y pacífico. 

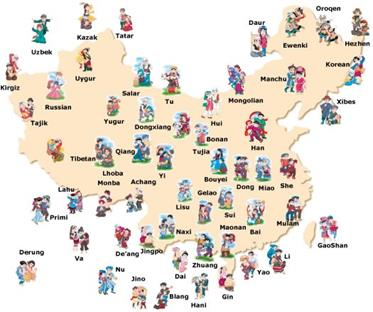
Mapa de la situación geográfica de las diferentes etnias que forman la sociedad china.

“En 1978, el gobierno chino relajó su política hacia el Islam y los musulmanes. La nueva legislación daba a todas las minorías la libertad de usar su propia lengua y escritura, desarrollar su propia cultura y educación, y practicar su propia religión” (Doménech 2005, 13 pág. 294).
Esto no significó la inserción completa de la etnia Hui. El manejo de la multiculturalidad siempre ha sido un asunto importante para la sociedad China, pues luchaba para la homogeneidad de la nación para lograr el socialismo nacionalista y, sin embargo, defendía los derechos de las identidades minoritarias en tanto que reconocía sus libertades y costumbres. No se veía una clara transformación en la nueva situación, y el rango de desigualdad crecía, sobre todo en el ámbito económico. Con la llegada de Hu Jintao al poder, los nuevos líderes buscaron una solución real a la situación debido a la urgencia de crecer económicamente y disminuir las desigualdades sociales.
Las políticas cambiaron rumbo a esta dirección y empezaron a concentrarse en la inserción de China en el Sistema Internacional, con un margen de fondo que implicaba el concepto de “sociedad armoniosa (en política interior) y mundo armonioso (política exterior). Esto significó el acercamiento a países extranjeros, sobre todo con el Medio Oriente que ayudaba con el crecimiento económico de China debido a las relaciones intercomerciales que se establecían, en lo que acordaron en mantener relaciones pacíficas y cinco puntos, entre los que se destaca el intercambio multicultural con otras naciones. Gracias a la gran capacidad de relación con el Medio Oriente y por ser una de las etnias más reconocidas, la etnia Hui ha sido de gran utilidad como componente cultural estratégico para la política exterior de China, al demostrar de esta manera su política de inserción con demás naciones.
Sin embargo, las minorías étnicas, Hui entre otras, no están del todo integradas en la sociedad, por lo que dentro del sistema de las Relaciones internacionales se han creado organizaciones que buscan la integración de muchas de estas, con el objetivo de cumplir con los estándares de los Derechos Humanos de las Naciones Unidas. Una de las más importantes es la Organización para la Cooperación Islámica (OCI) que se ocupa de aprovechar el apoyo Medio Oriente y su relación con China para la integración de los Hui en el territorio.

## Cultura
Los Hui son una de las etnias que más se han integrado a las costumbres y cultura chinas pero siguen teniendo similitudes y diferencias con el resto de las etnias chinas con las que conviven. No obstante, son justamente estas pequeñas diferencias las que los convierten en una etnia distinta, en los Hui. Para empezar, si el lugar donde viven los hui no están en mayoría:
“En las puertas de la casa de una familia musulmana a menudo hay un letrero en árabe, pintado en negro sobre papel rojo, fijado en el marco.. Es un marcador eterno que sitúa no solo al grupo en su globalidad sino, sobre todo, a la familia, como afirmación del yo colectivo y personal” (Allès 2008, pág. 97).
Otra característica que los diferencia es el uso del gorro blanco para tanto hombres como mujeres, puede confundirse a veces con uno parecido que llevan las personas que trabajan el sector de la alimentación:
“Lo usan sobre todo los de más edad […] El modo de calarse el gorro tapando por completo por completo el cabello de las mujeres es un signo claro para un hui.[…] Dentro de una mezquita las viudas suelen llevar un gorro negro. En el momento de la oración, las que llevan gorro blanco se lo quitan y en su lugar se colocan una toca que han cosido ellas mismas.” (Allès 2008, pág. 97).
En cuanto a la alimentación, también es un signo que los diferencia de las otras etnias. Son conocidos como “los que no comen cerdo”  y tampoco comen carne de otros animales que no hayan sido sacrificados ritualmente . Tienen como base fundamental la harina de trigo y sus comidas tienden a tener un sabor dulce “influencia del gusto de los musulmanes de los países árabes” . Su bebida tradicional es el té, sobre todo el 盖碗茶 Gaiwancha, y se presta mucha atención a la vajilla usada según la ocasión.
Cabe destacar, también, la idea de lo puro y lo impuro. Creen que su higiene y limpieza es mayor a las demás etnias, como la Han. Cuando se encuentran en contacto con los han hacen una separación para no mancharse con su impureza e incluso algunos testigos dicen que las casas de los cuales huelen peor o están más sucias que cualquier casa de los Hui.
Como bien es sabido, la tradición religiosa musulmana especifica que la representación humana en fotografías o estampas está prohibida. Los Hui, aunque se hacen fotografías como otras personas no musulmanas, evitan exponerlas en público e incluso las miran pocas veces:
“Si por casualidad se pone una en la pared, está del revés dentro de una moldura, de manera que no se puede considerar colgada.” (Allès 2008. Pág. 100)

También es necesario comentar que las fiestas que celebran los Hui difieren de las fiestas que celebran los Han u otras etnias. Aparte del Ramadán celebran también otras fiestas musulmanas como bien se explica en The Hui in China: A missiological challenge for Chinese Christians:
“They do not celebrate the Chinese New Year and other Chinese festivals. They celebrate only the three major Islamic festivals: Id-al Fitr or Lesser Bairam, Id-al-Kurban or Greater Bairam, and Mawiid al-Nabi or the Prophet's Birthday.”(Kwok 2007. Pág. 127)
Por último, los Hui tienen algo característico de lo que están muy orgullosos que es el dominio de las artes marciales, de hecho, sus propias artes marciales. Actualmente, en Henan hay tres escuelas donde se enseñan. 
“El wushu hui existe desde hace más de 300 años nuestro arte tiene movimientos específicos. El Estado ha autorizado un entrenamiento de dos años como máximo en las mezquitas […]” (Allès 2008 pág. 189-190)
Como vemos, el Estado acepta y apoya esta costumbre que tanto adoran los hui, sobre todo porque les recuerdan a su doble origen, y porque a pesar de todo siempre se ha mantenido su enseñanza.

## Religión

### Prácticas. El islam
“El islam es el núcleo de la identidad hui, y la mejor manera de descubrir esta identidad, particularmente en sus aspectos cotidianos, es entrar en las mezquitas.”
La etnia hui practica la religión musulmana, centro de la cual es representado por las mezquitas, lugar dónde los chinos musulmanes van a rezar. A lo largo del día tienen que hacer cinco plegarias obligatorias, pero no todo el mundo dispone de suficiente tiempo para ir las cinco veces allí. Así pues, muchos de ellos no frecuentan la mezquita más que una vez a la semana, el viernes, dado que tiene lugar el Jum’a y tienen que ir obligatoriamente. Es importante especificar la división de mezquitas para hombres y mujeres, debido a la distinción muy estricta entre ambos sexos.
Por lo que hace referencia a la introducción a la comunidad musulmana, existen dos fases. La primera consiste en la imposición de un nombre coránico. La segunda, y más duradera, en el aprendizaje de la oración. Esta última, antiguamente se trabajaba en la mezquita misma. Actualmente, también se realiza en casa de cada familia.
Las corrientes religiosas que predominan son la de 老教 (laojiao), la del Islam tradicional, y la 新教 (xinjiao), con menor influencia, pero también representada.

### Matrimonios
Después de la Revolución de 1911 la edad legal para contraer matrimonio está establecida en los 15-16 para la mujer y los 17-18 para el hombre pero para algunas zonas es más baja. Los Hui practican la monogamia (hay solo algún caso excepcional en qué no). Muchos de ellos prefieren casarse con una mujer Han, pero también existen muchos matrimonios entre cónyuges de la misma etnia. Así como la tradición china, en las ceremonias, normalmente, hay intercambio de bienes entre las dos partes.
Aunque hay algunas variaciones locales, por lo general se sigue el siguiente procedimiento: la aprobación de la casamentera para la unión; la ceremonia de entregas de regalos, una semana y un día antes de la boda; y la ceremonia religiosa. Un rasgo característico de estas ceremonias es la sencillez con la que se intenta mediar siempre, ya que el Islamismo lo recomienda. Seguidamente, la esposa iba a vivir a casa el marido con padres, abuelos y hasta otra generación más. Todos los miembros de la familia tenían la obligación de trabajar con una división jerarquizada; los hombres se encargaban de administrar la agricultura, la industria y el comercio; y las mujeres de lo doméstico y la cura de las criaturas.
Respeto al papel de la mujer con su nueva familia, no podía hacer las comidas en la misma mesa que sus nuevos parientes, ni ir a quedadas familiares y hablar con otra gente. Además, para comunicarse con los demás tenía que guardar una distancia concreta. Al salir a la calle la vestimenta era sencilla y siempre con la cabeza tapada, en el caso de los hombres su mirada no podía coincidir con la de las mujeres.
En cuanto al divorcio, se practica ocasionalmente y siempre con el consentimiento del hombre como única condición. Es posible volver a contraer matrimonio, en ambas partes, siempre que, en el caso de las mujeres, sea 4 meses después del divorcio. Las viudas también tienen que esperar (4 meses y 10 días después de la muerte del marido), pero tienen la posibilidad de volver a casarse.

### Funerales
Los Hui tienen una ceremonia diferente a la tradición china, dado que creen en la resurrección ( fu shengri) y en el juicio final. Por eso, para ellos es imprescindible enterrar el cuerpo en su condición completa y hacerlo sin ataúd, respetando el dicho de “venimos de la tierra y volvemos a ella".
Siendo conscientes de las diferencias existentes entre las zonas y su historia, el funeral islámico sigue unas normas generales. Hay cuatro principios que respetar en la ceremonia. El primero hace referencia a la profesión de fe “no hay más dios que Dios”, pronunciada por el moribundo, un miembro de su familia o el ahong, como reconocimiento para el juicio final. Luego, en el momento de inhumación es necesario colocar el difunto con la cabeza hacia el norte, los pies hacia el sud y los ojos hacia el oeste (mirando hacia La Meca). El segundo se refiere a la inmediatez en que se tiene que enterrar el cuerpo, antes de tres días. El tercero, tiene que ser lavado tres, cinco, siete o nueve veces por un ahong del mismo sexo y se le tiene que obturar los orificios naturales, manteniendo la boca cerrada para que el alma no se escape. El cuarto y último, consiste en la ejecución del entierro con la oración de los difuntos 者纳则 (zhe na ze) y con un solo sudario, tela que recubra el cuerpo.